# Ultharské kočky
Ultharské kočky (anglicky „The Cats of Ulthar“) jsou krátká fantasy povídka amerického spisovatele Howarda Phillipse Lovecrafta. Patří do autorova Snového cyklu. Dílo bylo napsáno 15. června 1920 a poprvé bylo vydáno téhož roku v časopise Tryout, později vyšlo také ve Weird Tales. Vypráví o krutém postarším manželském páru, který za nocí hubí kočky města Ulthar a je za to těmito zvířaty tvrdě potrestán. Text je v některých jménech a literárních motivech, zejména pak poučením v podobě spravedlivé msty, inspirován prózami lorda Dunsanyho. Lovecraft povídku považoval za jednu ze svých nejoblíbenějších, k čemuž přispěla především jeho láska ke kočkám.

## Děj
Ve městě Ulthar je zakázáno usmrtit kočku, neboť je starodávnou a mocnou bytostí. Tento zákon vychází z jisté události, kterou povídka popisuje. Ve městě Ulthar kdysi žil starý pár, který s oblibou na kočky střežil pasti a zabíjel je. Majitelé koček ve městě tuto dvojici nenáviděli a báli se jí a své kočky se snažili jejich zloby uchránit. Jednoho dne dorazila do města karavana snědých lidí, jejíž součástí byl i sirotek Menes s krásným černým kotětem. Když se jeho kotě ztratilo, žádal modlitbou v neznámém jazyce o pomoc slunce a oblohu. Karavana poutníků pak z Ultharu odešla a s nimi zmizely i všechny kočky. Posléze lidé kočky zahlédli u chatrče trýznitelů, jak vykonávají jakýsi zvláštní obřad. Druhého dne byly kočky zpátky a v chatrči byly časem objeveny dvě čistě obrané lidské kostry.

## Okolnosti napsání a vydání
Povídka byla napsána 15. června 1920. Poprvé vyšla téhož roku v listopadovém čísle časopisu Tryout, podruhé a potřetí již v časopise Weird Tales – v únoru 1926 a v únoru 1933. V průběhu třicátých let se dočkala i knižního vydání, jako samostatnou publikaci ji k Vánocům roku 1935 vydal Robert H. Barlow. Jednu z prvních recenzí napsal Lovecraftův známý Ernest A. Edkins v roce 1936 ve svém amatérském časopise Causerie. Jedná se o jednu z nejkratších autorových prací, v originálním znění čítá 1350 slov.

## Interpretace
Povídka patří do Lovecraftova Snového cyklu a s jinými texty, které jsou k němu řazeny, je spojena některými místy a postavami. V „Ultharských kočkách“ je letmo zmíněn malý hostinského syn Atal, v povídce „Ti druzí bohové“ vystupuje již jako kněz a v rozsáhlejší próze „Snové putování k neznámému Kadathu“ jako moudrý patriarcha. Ve „Snovém putování k neznámému Kadathu“ se také znovu objeví samotné kočky, jež se kolem protagonisty přátelsky shlukují.
Text je jednou z autorových „dunsanyovských fantazií“, které vznikaly mezi lety 1919 a 1921, poté co Lovecraft lorda Dunsanyho objevil a byl jím okouzlen. Ze všech Lovecraftových textů jsou „Ultharské kočky“ ovlivněny Dunsanym po dějové a motivické stránce nejsilněji. Je pravděpodobné, že jméno Menes, patřící chlapci s černým kotětem, odkazuje ke králi Argimenovi ze hry „King Argimenes and the Unknown Warrior“ (Král Argimenes a neznámý válečník, 1914) a snědí poutníci navazují na „podivný, temný kmen Poutníků“ z povídky „Idle Days on the Yann“ (Dny odpočinku na řece Yann, 1910). Kompozice textu jako popisu spravedlivé msty či potrestání za zlé činy, přecházející až do morálního poučení, je pak očividně inspirována mnoha podobnými příběhy, které se objevují v Dunsanyho sbírce Book of Wonder (Podivuhodná kniha, 1912). Badatel Darell Schweitzer uvedl, že příběh odpovídá Dunsanymu náladou a provedením, ale žádnou paralelu s jedním konkrétním dílem nalézt nelze. Práce se však umírněností stylu blíží Dunsanymu do té míry, že by klidně mohla být považována za jeho autorské dílo z období kolem roku 1910, kdyby nebylo skutečnosti, že Dunsany před kočkami preferoval psy.
Dílo patřilo k Lovecraftovým nejoblíbenějším povídkám. Během návštěvy Henryho S. Whiteheada příběh dokonce improvizovaně převyprávěl pro místní, Whiteheadem vedený chlapecký klub. V díle se silně zračí Lovecraftova láska ke kočkám, kterých se v průběhu života ujímal. V černém kotěti pak lze spatřovat vazby na Lovecraftova oblíbeného kocoura jménem „Negřík“ (Nigger-Man). Sklon oslavovat kočky v květnatých uměleckých textech Lovecraft „zdědil“ po svých viktoriánských a dekadentních předchůdcích – téma kočky jako fascinujícího, tajemného a mocného tvora zpracovávali Charles Baudelaire, Théophile Gautier, Oscar Wilde, Algernon Charles Swinburne a další.

## Česká vydání
Povídku do češtiny přeložil Václav Kříž a vyšla v následujících výborech:
- Hrůza v Dunwichi a jiné horory (Zlatý kůň, 1990)
- Spisy 1: Hrobka (Albatros, 2010)
- Spisy 1: Hrobka (Kniha Zlín, 2022)